# Копорский уезд
Копо́рский уе́зд — историческое административное образование, входящее в разное время в состав Новгородской республики (Водская пятина), Швеции и России. Название получил в честь административного центра Копорье на Ижорской возвышенности. В XVIII веке (к моменту упразднения) насчитывал 21 тыс. жителей.

## История
На 1499 год числился в составе Водской пятины Древнего Новгорода. В 1582 году Копорский уезд захвачен шведами (став Копорским леном (Koporje län), делился на Ингерманландский герад (Ingermanlands härad) и Водский герад (Wåtzschi härad)), но в 1590—1611 отвоеван московскими войсками, затем вновь захвачен шведами и включен в состав Ингерманландии. В 1703 году отвоеван Шереметевым. В 1779 году на территории Копорского дистрикта был образован Рождественский уезд и Софийский уезд.

## Исторические погосты
1. Каргальский
2. Егорьевский Радчинский
3. Ильинский Заможский (Волосовский район)
4. Покровский Дятелинский (Ломоносовский район)
5. Дмитриевский Кипенский (Ломоносовский район)
6. Богородицкий Дягилинский (Гатчинский район)
7. Спасский Орлинский (Гатчинский район)
8. Никольский Грезнёвский (Гатчинский район)
9. Никольский Суйдовский
10. Покровский Озерецкий
11. Зарецкий (стан)
12. Спасский Зарецкий в районе Большого Заречья (Волосовский район)
13. Никольский Ястребинский
14. Григорьевский Льешский
15. Богородицкий Врудский (Волосовский район)
16. Егорьевский Вздылецкий